# Trachylepis comorensis
Trachylepis comorensis (коморська мабуя) — вид сцинкоподібних ящірок родини сцинкових (Scincidae). Мешкає на Коморських островах і Мадагаскарі.

## Поширення і екологія
Коморські мабуї мешкають на островах Великий Комор, Анжуан і Мохелі в групі Коморських Островів, а також на Майотті та на мадагаскарському острові Нусі-Танікелі. Вони живуть в лісах, на плантаціях та серед прибережних скель.